# سلبوغة كلابية القرون
سلبوغة كلابية القرون (الاسم العلمي:Solpuga chelicornis) هي نوع من العنكبوتيات يتبع جنس السلبوغة من الفصيلة السلبوغية.